# Makary
Ne doit pas être confondu avec Mada.
Makary (ou Mada) est une commune du Cameroun située dans la région de l'Extrême-Nord et le département du Logone-et-Chari, située à proximité de la frontière avec le Nigeria et celle du Tchad.

## Population
Lors du recensement de 2005, la commune comptait 104 843 habitants, dont 6 287 pour Makary Ville.

## Structure administrative de la commune
Outre Makary proprement dit, la commune comprend de nombreux villages, notamment les localités suivantes :
- Aboudangala
- Aboukouss
- Afade
- Amchilga
- Amsabang
- Biamo
- Bodo
- Dafouk
- Dagué
- Digam
- Dildil Falata
- Djadjaya
- Dolé
- Doubabé Gos
- Dougmo
- Grélié
- Gueillala
- Hédré
- Hidjelidje
- Holio
- Kaousse
- Kassibé
- Kléhé
- Kokio
- Krenak
- Logoya
- Madamdougourou
- Mada
- Mafoufou
- Maladi
- Malie
- Maltam
- Marbrouka
- Massio
- Mbarma
- Mblamé
- Meiraha
- Ngardougoum
- Naïra
- Ngoura II
- Ngout
- Ngréé
- Oulan Sao
- Sagmé
- Sou
- Soulfa
- Treboulo
- Woulky
- Yik

## Éducation
La ville de Makary est dotée d'un lycée public général et d'un établissement d'enseignement technique public de premier/secondaire cycle (CETIC).
<AlhadjDjiddaIsseini